# Ecklham
Ecklham ist eine Ortslage im Innviertel von Oberösterreich wie auch Ortschaft der Gemeinde Pramet im Bezirk Ried im Innkreis. Teile gehören auch zur Gemeinde Schildorn, heißen dort aber heute Aigen.

## Geographie
Die Ortslage befindet sich etwa 7 Kilometer südlich von Ried im Innkreis, am Nordrand des Hausruck-und-Kobernaußerwald-Zuges zum Innviertler Hügelland (südliches Innviertel). Sie liegt an der Oberach, einem Nebenfluss der Antiesen bei Ried, an der Landesstraße Schildorner Straße (L1069), dort wo diese über die Oberach setzt, direkt zwischen den Orten Pramet und Schildorn (Straßen-km 0,7). Der Ort liegt auf um 500 m ü. A. Höhe. Bei der Brücke mündet der Kronawittbach, der hier südwärts die Gemeindegrenze bildet.
Die Prameter Ortschaft Ecklham, rechts der Oberach, umfasst nur 2 Gehöfte (Hnr. Ecklham 2 und 3) mit unter 10 Einwohnern, und ist durch die neueren Ansiedlungen an der Straße (beim Schuhwerk Hartjes) mit dem Ort Pramet verwachsen.
Der Großteil der Ortslage, etwa 15 Häuser, liegt auf Schildorner Gemeindegebiet, und heißt nicht mehr Ecklham, sondern Aigen.
| Rampfen (Gem. Schildorn)                 | Pattigham (Gem. Pattigham)                  |        |
| Schildorn Aigen ∗ (beide Gem. Schildorn) | Kompassrose, die auf Nachbargemeinden zeigt | Pramet |
| Ebersau                                  | Au (Gem. Schildorn) ∗∗                      |        |

∗ ehemals ebenfalls Ecklham
∗∗ ehemals Prüglau, Ortschaft Knirzing

## Geschichte
Der bairische -ham-Name des Frühmittelalters  steht wohl zu einem Personennamen Ekkilo (Eggilo, vielleicht als Kurzform zu Ekkehard oder ähnlichem; althochdeutsch ecka ‚Schwert‘) oder Aggilo.
Er erscheint 1470 als Ekhelheim, 1557 als Agklheim, 1558 als Eckhlhaim.
Bis 1779 war die Gegend bayrisch (damals Innbaiern), und  bis 1783 (Gründung des Bistums Linz) gehörte sie zum Bistum Passau, bis 1784 zur Pfarre Waldzell.
Noch im Franzisceischen Kataster (um 1830) wird der Ort im Prameter Teil als Eckelham, im Schildorner Teil als Eklham geführt. Das umfasste drei Gehöfte rechts (Hanselbauer, die Hnr. 1 ist abgekommen), respektive zwei links der Oberach, sowie dort einige Kleinhäusler – Pramet und Schildorn waren lange durch eine gemeinsame Pfarre verbunden, und bis 1884 auch als politische Gemeinde vereint.
Seit der Adressreform der Gemeinde Schildorn 1. Juli 2008 firmieren letztere endgültig als Aigen, wie die Ortslage auch schon früher genannt wurde (zuletzt 19 Adressen, die Urhöfe heute Hnr. 12 und 22).